# Solanum lumholtzianum
Solanum lumholtzianum là loài thực vật có hoa trong họ Cà. Loài này được Bartlett miêu tả khoa học đầu tiên năm 1909.